# Jean-Baptiste Nothomb

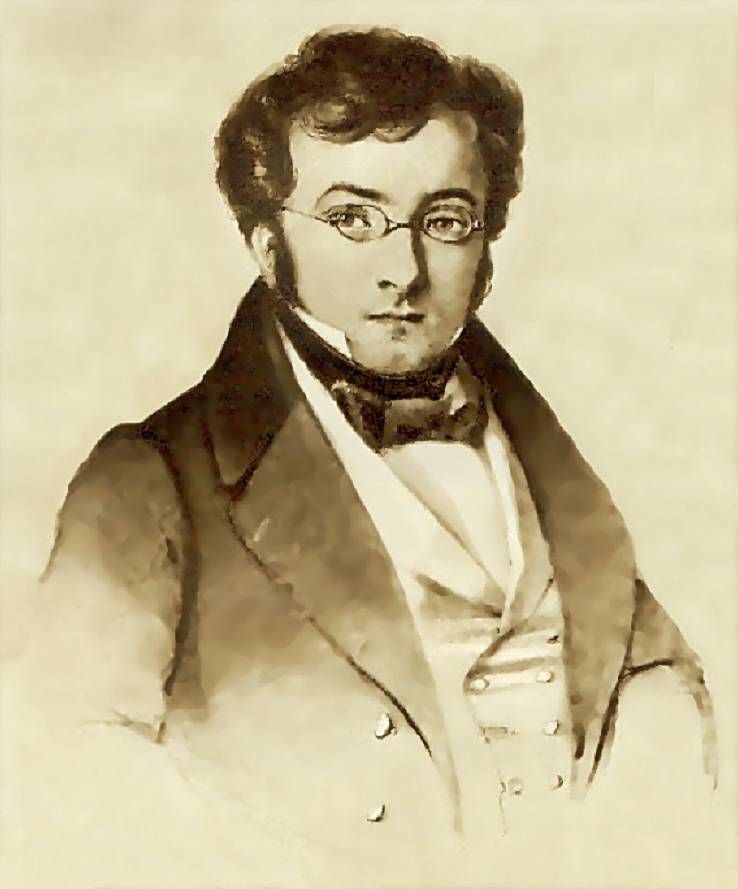
Jean-Baptiste Nothomb (um 1832)

Jean-Baptiste Baron de Nothomb (* 3. Juli 1805 in Messancy/Provinz Luxemburg; † 16. September 1881 in Berlin) war ein belgischer Staatsmann und Diplomat.
Nach dem Besuch des Athenaeums in Luxemburg studierte Nothomb in Lüttich Jura und Cameralia und ließ sich als Rechtsanwalt in Brüssel nieder. Er beteiligte sich lebhaft an dem Kampf gegen die Regierung des Vereinigten Königreichs der Niederlande und übte besonders 1829 und 1830 als einer der Hauptredakteure des Courrier des Pays-Bas einen großen Einfluss auf den Gang der Tagesereignisse aus, die schließlich zur belgischen Revolution führten.
Von der provisorischen Regierung zum Mitglied der Verfassungskommission ernannt, arbeitete er den belgischen Verfassungsentwurf aus und wurde darauf zum Mitglied des Kongresses und im November 1830 von der provisorischen Regierung zum Mitglied des diplomatischen Komitees ernannt.
Nothomb betrieb mit Eifer und Erfolg die Errichtung einer konstitutionellen Monarchie und die Trennung von Kirche und Staat, stimmte für die Wahl des Herzogs von Nemours zum König und erwirkte 1831 als Generalsekretär für auswärtigen Angelegenheiten im Ministerium van de Weyer nach der Wahl des Herzogs Leopold von dem Londoner Kongress die für Belgien günstigen 18 Artikel. Die Stellung als Generalsekretär blieb ihm unter allen Ministerwechseln, und er galt als Hauptleiter der auswärtigen Politik Belgiens. Daneben war er in der Deputiertenkammer ein Führer der gemäßigten Partei.
1837 erhielt er das neuerrichtete Ministerium für öffentliche Bauten, Marine, Miliz. In dieser Funktion begründete er das damals vorbildliche belgische Eisenbahnnetz und förderte den Bergbau. Nach dem Sturz der Regierung de Theux 1840 trat auch Nothomb aus dem Kabinett aus und wurde zum belgischen Gesandten am deutschen Bundestag ernannt. 1841 nach Belgien zurückgekehrt, überwarf er sich mit Ministerpräsident Lebeau und seinen übrigen liberalen Freunden, da er an der Allianz mit der Katholischen Partei festhielt. 1841 wurde er selbst Ministerpräsident eines neuen Kabinetts, das eine katholisch-liberale Richtung verfolgte, aber die bereits erfolgte Spaltung der Parteien nicht zu überwinden vermochte und 1845 der liberalen Opposition unterlag. Er übernahm darauf den Gesandtschaftsposten in Berlin, wo er sich das besondere Vertrauen des Hofes erwarb und das gute Verhältnis zwischen Deutschland und Belgien zu befestigen wusste.
Seit 1840 war er Mitglied der Académie royale de Bruxelles.

## Schriften
- Essai historique et politique sur la révolution Belge. Meline, Bruxelles 1833 (4. Auflage 1876).
- Historisch-diplomatische Darstellung der völkerrechtlichen Begründung des Königreiches Belgien. Cotta, Stuttgart 1836 (Übersetzung: Adolph Michaelis).
- Péage des routes. Bruxelles 1938.
- Travaux publics en Belgique : chemins de fer et routes ordinairs, 1830–1839. Rémy, Bruxelles 1839. (2. Auflage 1840: Google Buch)
- La Navigation de la Belgique vers Paris. Rémy, Bruxelles 1840. Google Buch
- Statistique de la Belgique. Bruxelles 1848.